# Espartignac
Espartignac település Franciaországban, Corrèze megyében. Lakosainak száma 409 fő (2022. január 1.). Espartignac Condat-sur-Ganaveix, Eyburie, Lagraulière, Perpezac-le-Noir, Pierrefitte, Saint-Jal, Uzerche és Vigeois községekkel határos.

## Népesség
A település népességének változása:
| Lakosok száma | 326  | 344  | 342  | 372  | 417  | 435  | 441  | 420  | 411  | 409  |
|               | 1968 | 1982 | 1990 | 2006 | 2013 | 2015 | 2017 | 2019 | 2020 | 2022 |